# Jonas Galusha

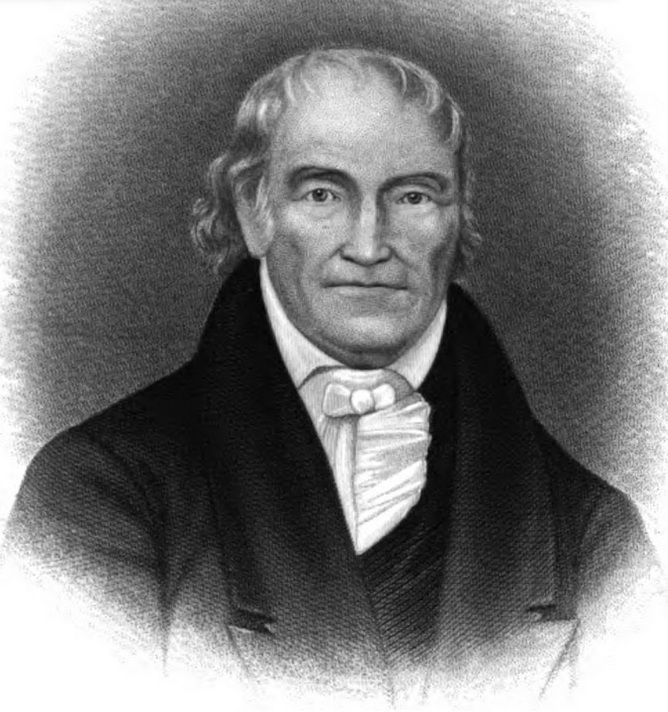
Jonas Galusha

Jonas Galusha, född 11 februari 1753 i Norwich, Connecticut, död 24 september 1834 i Shaftsbury, Vermont, var en amerikansk politiker (demokrat-republikan). Han var guvernör i delstaten Vermont 1809–1813 och 1815–1820.
Galusha tjänstgjorde som kapten i Republiken Vermonts milis och var sheriff i Bennington County 1781–1787. Han gifte sig med Thomas Chittendens dotter Mary.
Galusha var elektor för James Madison i presidentvalet i USA 1808. Han efterträdde 1809 Isaac Tichenor som guvernör. Han efterträddes 1813 av sin svåger Martin Chittenden. Galusha tillträdde 1815 på nytt som guvernör. Han efterträddes sedan 1820 av Richard Skinner.
Galusha var baptist. Han gravsattes på Center Shaftsbury Cemetery i Shaftsbury.